# Jim Bludso
Pour plus de détails, voir Fiche technique et Distribution.
Jim Bludso est un film américain de Tod Browning et Wilfred Lucas, sorti en 1917.

## Synopsis
L'ingénieur Jim Bludso et son acolyte, Banty Tim, retournent à Gilgal, dans l'Illinois, après la fin de la guerre civile américaine. À leur arrivée, ils découvrent que la femme de Jim, Gabrielle, l'a quitté pour un autre homme et a abandonné leur fils. Kate Taggart, la fille d'un commerçant de la ville, a pitié de Jim et ils se prennent d'affection l'un pour l'autre. Gabrielle, maintenant seul, revient et Jim lui pardonne et reprend leur vie de couple. Pendant ce temps, une inondation se prépare et Ben Merrill, le constructeur de la digue de Gilgal, sait que la structure ne résistera pas à la marée. Il la fait volontairement céder et prévoit de rejeter la responsabilité de la catastrophe sur Jim et Banty Tim. Gabrielle est mortellement blessée dans l'inondation, et ses dernières paroles impliquent Merrill et l'identifient comme l'homme qui l'a courtisée loin de sa famille. Jim est à bord du bateau Prairie Bell lorsque cette nouvelle lui parvient, ainsi que Merrill ; ils se battent, et le Prairie Bell s'enflamme et explose. Jim est sauvé et retourne à Gilgal pour épouser Kate.

## Fiche technique
- Titre français : Jim Bludso
- Réalisation : Tod Browning et Wilfred Lucas
- Scénario : Tod Browning d'après le poème de John Hay
- Photographie : Alfred Gosden
- Pays d'origine : États-Unis
- Format : Noir et blanc - 1,33:1 - Film muet
- Genre : drame
- Date de sortie : 1917

## Distribution
- Wilfred Lucas : Jim Bludso
- Olga Grey : Gabrielle
- Georgie Stone : Little Breeches
- Charles Lee : Tom Taggart
- Winifred Westover : Kate Taggart
- Sam De Grasse : Ben Merrill
- Monte Blue : Joe Bower
- Bert Woodruff
- Lillian Langdon